# Liste der Naturdenkmale in Donaueschingen
| Naturdenkmale | Anzahl |
| ------------- | ------ |
| FND           | 5      |
| END           | 8      |
| Gesamt        | 13     |

Die Liste der Naturdenkmale in Donaueschingen nennt die verordneten Naturdenkmale (ND) der im baden-württembergischen Schwarzwald-Baar-Kreis liegenden Stadt Donaueschingen. In Donaueschingen gibt es insgesamt 13 als Naturdenkmal geschützte Objekte, davon 5 flächenhafte Naturdenkmale (FND) und 8 Einzelgebilde-Naturdenkmale (END).
Stand: 31. Oktober 2016.

## Flächenhafte Naturdenkmale (FND)
| Name                     | Bild | Kennung     | Einzelheiten   | Position | Fläche Hektar | Datum         |
| ------------------------ | ---- | ----------- | -------------- | -------- | ------------- | ------------- |
| Burghof                  | BW   | 83260120011 | Donaueschingen | ⊙        | 0,8           | 4. Sep. 1989  |
| Herrenwinkel             | BW   | 83260120013 | Donaueschingen | ⊙        | 4,6           | 30. Aug. 1988 |
| Hinter dem Hof           | BW   | 83260120009 | Donaueschingen | ⊙        | 1,5           | 13. Nov. 1987 |
| Huflen                   | BW   | 83260120012 | Donaueschingen | ⊙        | 5,0           | 21. Jan. 1992 |
| Ried unter Strangen      | BW   | 83260120010 | Donaueschingen | ⊙        | 3,7           | 17. Feb. 1989 |
| Legende für Naturdenkmal |      |             |                |          |               |               |

## Einzelgebilde (END)
| Name                       | Bild | Kennung     | Einzelheiten                                               | Position | Fläche Hektar | Datum         |
| -------------------------- | ---- | ----------- | ---------------------------------------------------------- | -------- | ------------- | ------------- |
| 1 Esche, Bettelhansenesche |      | 83260120006 | Donaueschingen Nicht mehr in der LUBW-Datenbank vorhanden. | ???      | 0,0           | 11. Dez. 1959 |
| 1 Linde                    |      | 83260120002 | Donaueschingen                                             | ⊙        | 0,0           | 11. Dez. 1959 |
| 1 Pappel                   |      | 83260120007 | Donaueschingen Nicht mehr in der LUBW-Datenbank vorhanden. | ???      | 0,0           | 11. Dez. 1959 |
| 1 Traubenkirsche           |      | 83260120004 | Donaueschingen Nicht mehr in der LUBW-Datenbank vorhanden. | ???      | 0,0           | 11. Dez. 1959 |
| 1 Traubenkirsche           |      | 83260120005 | Donaueschingen Nicht mehr in der LUBW-Datenbank vorhanden. | ???      | 0,0           | 11. Dez. 1959 |
| 1 Ulme                     | BW   | 83260120001 | Donaueschingen                                             | ⊙        | 0,0           | 29. März 1957 |
| 2 Bergahorne               |      | 83260120003 | Donaueschingen Nicht mehr in der LUBW-Datenbank vorhanden. | ???      | 0,0           | 11. Dez. 1959 |
| 2 Eichen                   | BW   | 83260120008 | Donaueschingen                                             | ⊙        | 0,0           | 11. Dez. 1959 |
| Legende für Naturdenkmal   |      |             |                                                            |          |               |               |